# Alto Trás-os-Montes
Der Alto Trás-os-Montes (vormals hieß die historische Region Trás-os-Montes, wörtlich „Hinter den Bergen“) ist eine statistische Subregion Portugals. Sie ist Teil der Região Norte und teilt sich auf die Distrikte Bragança und Vila Real auf. 
Die Subregion grenzt im Norden und im Osten an Spanien, im Süden an die Subregion Douro und im Westen an die Subregionen Tâmega, Ave und Cávado. Die Fläche der Subregion beträgt 8170 km². 2001 bewohnten 223.259 Menschen die Subregion. Sie besteht aus 14 Kreisen:
- Alfândega da Fé
- Boticas
- Bragança
- Chaves
- Macedo de Cavaleiros
- Miranda do Douro
- Mirandela
- Mogadouro
- Montalegre
- Murça
- Valpaços
- Vila Pouca de Aguiar
- Vimioso
- Vinhais